# سنجاق‌ماهی
سنجاق‌ماهی (نام علمی: 'Lagodon rhomboides') گونه‌ای ماهی آب شور از تیره شانک‌ماهیان است. این ماهی بیشتر در مناطق کرانه‌ای زیرحاره‌ای کم‌عمق در اقیانوس اطلس و سواحل خلیج‌های ایالات متحده آمریکا و مکزیک زندگی می‌کند.